# Nora Ahlberg
Nora Louise Ahlberg, född 23 december 1952 i Helsingfors, är en finsk-norsk klinisk psykolog, antropolog och professor i psykologi. Hon forskar på hälsa bland invandrare och flyktingar. Hon har tidigare varit professor i psykologi vid Universitetet i Oslo och direktör för Psykososialt senter for flyktninger (numera en del av Nasjonalt kunnskapssenter om vold og traumatisk stress, NKVTS) och direktör för Nasjonal kompetanseenhet for migrasjons- og minoritetshelse (numera en del av Folkehelseinstituttet). Sedan 1978 är hon gift med den norska antropologen Svein Bjerke (född 1938).